# サンマーク出版
株式会社サンマーク出版（ - しゅっぱん、英語表記：Sunmark Publishing, Inc.）は、東京都新宿区に本社がある日本の出版社。「時代感性を重視し、その時代、その社会に応じながら、 読者が本当に求める良書を提供する」をテーマに、教育・社会・経済・ビジネス・実用にいたるまで、 あらゆる分野において､社会的評価の高いベストセラー、ロングセラーを世に送り続けている。

## 沿革
- 1971年 - 株式会社教育研究社を設立
- 1981年 - 株式会社サンマーク出版に社名変更
- 1989年 - サンマーク文庫創刊
- 1996年 - 『脳内革命』（春山茂雄著）が続編と合わせて５５０万部の超ベストセラーとなり、一大社会現象となる。
- 1998年 - 『小さいことにくよくよするな！』（リチャード・カールソン著）がミリオンセラーとなる。
- 2004年 - 京セラ・KDDIを創業した稲盛和夫の集大成『生き方』が21万部を超えるベストセラーとなる。
- 2011年 - 『人生がときめく片づけの魔法』（近藤麻理恵・著）が110万部のミリオンセラーとなる。
- 2013年 - 『生き方』（稲盛和夫・著）が刊行10年目にしてミリオンセラーとなる。
- 2016年 - 『コーヒーが冷めないうちに』（川口俊和・著）が30万部のベストセラーとなる。また、『どんなに体がかたい人でもベターッと開脚できるようになるすごい方法』がミリオンセラーとなる。
- 2017年 - 『コーヒーが冷めないうちに』（川口俊和・著）が本屋大賞にノミネートされ、累計58万部を超える大ヒットとなる。この作品の第2弾『この嘘がばれないうちに』（川口俊和・著）は15万部、『スタンフォード式　最高の睡眠』（西野精治・著）が27万部のベストセラーとなる。5月刊行の『モデルが秘密にしたがる体幹リセットダイエット』（佐久間健一・著）が発売8ヵ月でミリオンセラーとなる。
- 2018年 - 『コーヒーが冷めないうちに』（川口俊和・著）が9月に映画化されて累計85万部、シリーズ3作累計で122万部の大ヒットとなる。また、『ゼロトレ』（石村友見・著）が80万部、『スタンフォード式　疲れない体』（山田知生・著）が21万部のベストセラーとなる。

## 出版物
- 「ヤングアダルト情報源　―これだけは知っておきたい―」シリーズ（全22巻＋番外編）[2]
- 『母原病』著者：久徳重盛 ISBN 4763182196
- 『脳内革命』著者：春山茂雄 ISBN 4763191233
- 『小さいことにくよくよするな！』著者：リチャード・カールソン 訳者：小沢瑞穂 ISBN 4763192272
- 『病気にならない生き方』著者：新谷弘実 ISBN 4763196197
- 『千円札は拾うな。』著者：安田佳生 ISBN 4763196804
- 『人生がときめく片づけの魔法』著者: 近藤麻理恵 ISBN 9784763131201
- 『水は答えを知っている - その結晶にこめられたメッセージ』著者：江本勝